# 한국가구
한국가구는 가구를 제조하는 코스닥 상장 기업이다. 1966년 설립되었다. 이 회사는 가정용 가구를 중심으로 사무용 가구 등을 제조 및 수입하여 판매한다.
계열회사로 식품류 도매 판매 회사인 제원인터내쇼날(1991년 설립)과, 가구류 도·소매 판매 회사인 옥방가기(1991년 설립)의 2개 계열회사를 가지고 있다.
2015년에는 이케아의 국내시장 진출로 영향을 받을 것으로 예상되고 있다. 매출구성은 가구류 98%, 임대 등이 2% 가량이다.
매출 규모가 400억원대로 크지는 않으나 매년 흑자를 기록해왔으며, 2014년부터 실적이 크게 늘어 2015년 초부터 주가가 지속적으로 크게 상승했다. 2015년 6월 가격제한폭 확대 직후 상한가를 기록한 종목 중 하나이기도 하다.